# Inside Story (Grace Jones)
Inside Story è l'ottavo album in studio della cantante giamaicana Grace Jones, pubblicato nel 1986.
Nel 1986 la Jones passa alla Manhattan Records per la quale incide l'album prodotto da Nile Rodgers, ex membro degli Chic, artefice del successo commerciale di Diana Ross, Debbie Harry, David Bowie e Madonna. L'album segna un'ulteriore svolta in termini stilistici, offrendo un sound pop molto più accessibile commercialmente rispetto agli album precedenti, aprendosi ad influenze caraibiche,jazz e gospel. Per la prima volta la cantante interviene anche come produttrice e firma tutti i brani dell'album assieme a Bruce Woolley. L'album fu oggetto di una massiccia campagna pubblicitaria e fu promosso dal singolo I'm Not Perfect (But I'm Perfect for You). Il video fu l'unica esperienza registica della Jones, che definì come la più difficile della sua vita, al quale parteciparono Tina Chow, Andy Warhol e Keith Haring. Quest'ultimo disegnò una grossa tela decorata, poi trasformata in enorme gonna indossata dalla Jones. Haring collaborò con lei anche dipingendole il corpo, e coinvolgendo per il video molti personaggi che gravitavano al Paradise Garage, discoteca che raccoglieva tutto il panorama artistico più in voga della New York anni ottanta.
Il singolo fu un grande successo commerciale, entrando nella Top 40 di molte classifiche europee, e fu anche il suo ultimo e più alto ingresso nella Billboard Hot 100, raggiungendo la sessantanovesima posizione. Il brano si posizionò nono in quella delle Hot R&B/Hip-Hop Songs e quarto nella Dance Club Songs.
Dall'album furono estratti altri tre singoli, Party Girl, Crush e Victor Should Have Been a Jazz Musician, che non ottennero però alcun successo. L'album ottenne il disco d'argento in Inghilterra.

## Tracce
Tutte le tracce sono state scritte da Grace Jones e Bruce Woolley.
Side A
1. I'm Not Perfect (But I'm Perfect for You) – 3:57
2. Hollywood Liar – 3:50
3. Chan Hitchhikes to Shanghai – 4:33
4. Victor Should Have Been a Jazz Musician – 4:42
5. Party Girl – 3:44

Side B
1. Crush – 3:27
2. Barefoot in Beverly Hills – 4:07
3. Scary but Fun – 3:55
4. White Collar Crime – 4:59
5. Inside Story – 4:31